# Distichocera macleayi
Distichocera macleayi är en skalbaggsart som beskrevs av Newman 1851. Distichocera macleayi ingår i släktet Distichocera och familjen långhorningar. Inga underarter finns listade i Catalogue of Life.